# 池竜珠
池 竜珠（チ・ヨンジュ、朝鮮語: 지용주、Jee Yong-Ju、Ji Yong-Ju、1948年12月19日 - 1985年8月25日）は、大韓民国のボクサー。身長は158センチメートル。

## 略歴
江原道原州市で生まれる。
1968年メキシコシティーオリンピックライトフライ級の決勝では、ベネズエラのフランシスコ・ロドリゲスに敗れ銀メダルを獲得した。
1985年8月20日、故郷の原州市で隣人と口論の末に腹を刺され、5日後に出血多量で死去。

## 死後
1999年、原州市運動公園に胸像が建てられた。